# Gordonia wrightii
Gordonia wrightii là một loài thực vật có hoa trong họ Theaceae. Loài này được (Griseb.) H.Keng mô tả khoa học đầu tiên năm 1980.